# Акведук Гадары
Акведук в городе Гадара — древнеримский акведук, построенный римлянами в римской провинции Сирия (сегодня на территории Иордании).
Общая протяжённость акведука превышает 170 км из которых 106 приходятся на подземную часть. Строительство было начато при императоре Адриане в 129—130 годах н. э., но так и не было завершено.
Акведук был открыт в 2004 году профессором Матиасом Дёрингом из университета прикладных наук Дармштадта.
Акведук питался истоками Дилля у подножия горы Хермон, пересекал равнины Сирии подземным каналом, пересекая вади мостами до Адхары. Остальная часть иорданского маршрута создала технические проблемы для римлян, потому что известняковое плато прорезано глубокими долинами, поэтому его трудно пересечь с помощью мостов и дюкеров. Римляне решили следуя контуру долин, рыть туннель в скале. Следуя рельефу на кривой уровня, маршрут водовода был намного длиннее чем напрямую (106 км, измеренный немецкими археологами), но проще в реализации, чем череда высоких мостов.
Он обслуживал Адраху (известную сегодня как Дераа в Сирии), Абилу (Декаполис) в Вади-Квайлебх в Иордании и город Гадара (современный Ум Каис в Иордании). Акведук имеет самый длинный известный туннель классической эпохи.
Был один участок длиной более 106 километров, построенный по технологии кяризов. В этом особом случае почти все шахты были диагональны под углом 45-60 градусов, с лестницей к настоящему водному каналу внутри горы. Линия проходила по крутым склонам и собирала воду из источников по всему району. Первым посетителем, который проехал по «кяризу», был У. Д. Зетцен в 1805 году.
Для участка туннеля имеются уклоны 0,2 м / км;. Акведук начинается у римской плотины в Дилли. Оттуда эта часть линии акведука пересекает несколько вади через мосты высотой от пяти до десяти метров (15-35 футов). В течение последних нескольких десятилетий более трех километров оставшихся строений были снесены на равнинах между Дилли и Дераа, недалеко от иорданской границы.
К востоку от Адрыха был 35-метровый мост. Остатки моста теперь можно найти на земле новой плотины Аль Саад, расположенной в восточных пригородах Дераа. После пункта соединения с боковым каналом от озера Музайриб начинается подземный акведук. Рядом с Гадарой (Умм-Кайс) были обнаружены три различные системы водоснабжения. Первый и второй были построены с использованием технологии Qanat, а третий был построен как канал вдоль улицы. Считается, что все три системы были использованы, но каждая в разный период.